# كيم كاترال
كيم فيكتوريا كاترال (بالإنجليزية: Kim Cattrall)‏ هي ممثلة إنجليزية ولدت في 21 أغسطس 1956. اشتهرت بدور سامنثا جونز في مسلسل الجنس والمدينة. وبدورها في فيلم أكاديمية الشرطة.

## النشأة
كاترال ولدت في موسلي هل,ليفربول، إنجلترا عندما كانت طفلة هاجرت مع اسرتها إلى كندا وفي الحادية عشر من عمرها عندما مرض جدها عادت إلى إنجلترا قبل أن تعود مجدداً إلى كندا في سن السادسة عشر

## وصلات خارجية
- كيم كاترال على موقع IMDb (الإنجليزية)
- كيم كاترال على موقع ميتاكريتيك (الإنجليزية)
- كيم كاترال على موقع الموسوعة البريطانية (الإنجليزية)
- كيم كاترال على موقع روتن توميتوز (الإنجليزية)
- كيم كاترال على موقع قاعدة بيانات الأفلام العربية
- كيم كاترال على موقع ألو سيني (الفرنسية)
- كيم كاترال على موقع ميوزك برينز (الإنجليزية)
- كيم كاترال على موقع تيرنر كلاسيك موفيز (الإنجليزية)
- كيم كاترال على موقع أول موفي (الإنجليزية)
- كيم كاترال على موقع قاعدة بيانات برودواي على الإنترنت (الإنجليزية)
- قالب:Bfidb name
- Kim Cattrall at جائزة إيمي